# سد پلبند
سد پل بند یکی از بزرگ‌ترین سدهای خاکی استان خراسان رضوی و بزرگ‌ترین سد شهرستان تایباد است که بر روی رودخانه اشتیوان در ۴۱کیلومتری شمال غربی شهرستان تایباد در استان خراسان رضوی ساخته شده‌است.
سد پلبند با تاجی به طول ۱۸۰۰ متر و ارتفاع از پی ۳۲/۶ متر و ارتفاع از کف ۲۰/۶ متر و با حجم مخزنی نزدیک به ۸ میلیون متر مکعب، یکی از بزرگ‌ترین سد استان خراسان رضوی است. عملیات افزایش میزان حجم این سد در سال ۱۳۶۳ آغاز و در سال ۱۳۶۵ به پایان رسیده‌است که برای انتقال آب آن به روستای پل بند کانالی بتنی به طول ۱۳ کیلومتر ایجاد شده‌است.

## اهداف پروژه سد پلبند
- تأمین و تنظیم آب جهت آبیاری حدود ۵ هزار هکتار از أراضی پایین دست دشت روستای پل بند و نصرت آباد
- کنترل سیلهای مخرب رودخانه و جلوگیری از خسارات ناشی از آن
- جلوگیری از هدر رفت آب و خروج آن از کشور

## تاریخچه سد
سد پلبند دارای قدمت زیاد می‌باشد و با توجه نبود امکانات حفر چاه عمیق و وسایل مورد نیاز در گذشته مردم روستا جهت کنترل سیلاب و امرار معاش دیواره ای در مسیر رودخانه ایجاد کرده و با مهار سیلاب به کشت و زراعت مشغول بودند که بعد از انقلاب اسلامی جهاد سازندگی به همت مردم در سال‌های ۱۳۶۳ تا ۱۳۶۵ سد را گسترش و میزان ذخیره‌سازی سد را افزایش دادند.

## موقعیت جغرافیایی سد
سد پل بند در فاصله ۱۸ کیلومتری شمال غربی روستای پل بند و ۴۱ کیلومتری شمال غرب شهرستان تایباد در استان خراسان رضوی (در شرق ایران) قرار دارد این سد در ۳۴ درجه و ۹۴٫۸۸ دقیقه طول شرقی و نیز ۶۰ درجه و ۴۲٫۸۴۷۵ دقیقه شمال در منطقه کنار روستای نصرت آباد واقع شده‌است.

## مخزن سد
- حجم مخزن در تراز نرمال: ۷/۷۴ میلیون متر مکعب
- حجم مرده مخزن: ۰/۵ میلیون متر مکعب
- مساحت سد: ۳۰۰ هکتار